# Служба государственной безопасности Чехословакии
Служба государственной безопасности (чеш. Státní bezpečnost, словац. Štátna bezpečnosť) или StB / ŠtB) — спецслужба Чехословакии, выполнявшая роль тайной полиции при коммунистическом режиме, также занимавшаяся разведкой и контрразведкой. Основана 30 июня 1945 года.

## Роспуск и люстрация
Служба государственной безопасности была распущена 1 февраля 1990 года. После люстрации сотрудникам СГБ запрещено занимать посты в законодательных органах и полиции.

## Государственное устройство
Служба государственной безопасности входила в Корпус национальной безопасности (чеш. Sbor národní bezpečnosti, SNB; словац. Zbor národnej bezpečnosti, ZNB) вместе с Общественной безопасностью (чеш. Veřejná bezpečnost; словац. Verejná bezpečnosť; VB), выполнявшей полицейские функции. Обе службы курировались МВД Чехии и МВД Словакии, но оперативно подчинялись МВД ЧССР.